# 97
97 је била проста година.

## Догађаји
- Позитивна рецензија инспектора Секста Јулија Фронтина о римском водоснабдевању.
- Почетак префектуре Флавија Церијалиса над кохортом IX Батаворум.

### Октобар
- 28. октобар — Преторијанска гарда је натерала цара Нерву да усвоји војсковођу Марка Улпија Трајана и прогласи га за свог наследника.